# Влаховице (Злин)
Влаховице (чеш. Vlachovice) је насељено мјесто са административним статусом сеоске општине (чеш. obec) у округу Злин, у Злинском крају, Чешка.

## Становништво
Према подацима о броју становника из 2014. године насеље је имало 1.478 становника.